# Sportdorp (Rotterdam)
Sportdorp is een buurt in de Rotterdamse wijk Groot-IJsselmonde in het stadsdeel IJsselmonde. De straatnamen in het westelijke deel van de buurt zijn gebaseerd op allerlei takken van sport, bijvoorbeeld Discusstraat, Arresleestraat en Floretstraat en hier komt ook de naam van de wijk vandaan. Sportdorp wordt begrensd door sportpark Varkenoord en de Stadionlaan in het westen, de Stadionweg en Noorderhelling in het noorden en de Kreekkade in het oosten. Officieel heet de buurt Tuindorp Varkenoord.
In 1918 werd begonnen met het bouwen van het oostelijke deel. Dit eilandje te midden van de weilanden heet dan officieel Tuindorp IJsselmonde. Het deel ten westen van de Sportlaan is gebouwd na het uitbreken van de Tweede Wereldoorlog om Rotterdammers die door het bombardement dakloos waren geworden op te vangen. Doordat de plannen voor de bouw er al voor de oorlog lagen, waren de woningen kwalitatief beter dan die in nooddorpen als Smeetsland. De bouw was rond 1942 af waarna getroffenen, veelal uit dezelfde wijk in het getroffen Rotterdam-West, hier werden gevestigd.
De buurt ligt vlak bij het voetbalstadion van Feyenoord – De Kuip – en is tijdens voetbalwedstrijden dan ook afgesloten voor verkeer om parkeerproblemen te voorkomen.
In 2008 werd er begonnen met de vernieuwbouw van de wijk. Zo werden er in 2010 105 nieuwe eengezinswoningen en een appartementencomplex opgeleverd tussen de Sportsingel en Zuiderhelling. Verder werkt corporatie Woonbron aan plannen waarbij 100 bestaande woningen plaats moeten maken voor 300 tot 400 woningen en appartementen. De eerste werkzaamheden van deze plannen staan gepland voor 2027. Er worden ook woningen ontwikkeld ten westen van de wijk, waar voorheen de voetbalvelden van Feyenoord en RV & AV Overmaas lagen, als onderdeel van Stadionpark.
Beverwaard

Groot-IJsselmonde:
De Veranda ·
Groenenhagen-Tuinenhoven ·
Hordijkerveld ·
Kreekhuizen ·
Reyeroord ·
Sportdorp ·
Zomerland

Lombardijen:
Homerusbuurt ·
Karl Marxbuurt ·
Molièrebuurt ·
Smeetsland ·
Zenobuurt

Oud-IJsselmonde
Rotterdam Centrum ·
Rotterdam-Noord ·
Rotterdam-Oost ·
Rotterdam-West ·
Rotterdam-Zuid ·
110-Morgen ·
Afrikaanderwijk ·
Agniesebuurt ·
Bergpolder ·
Beverwaard ·
Blijdorp ·
Blijdorpse polder ·
Bloemhof ·
Boomgaardshoek ·
Bospolder-Tussendijken ·
CS-kwartier ·
Carnisserbuurt ·
Cool ·
Crooswijk ·
De Esch ·
De Veranda ·
Delfshaven ·
Delfshaven-Schiemond ·
Dijkzigt ·
Feijenoord ·
Gadering ·
Groenenhagen-Tuinenhoven ·
Groot-IJsselmonde ·
Heijplaat ·
Het Lage Land ·
Hillegersberg ·
Hillesluis ·
Homerusbuurt ·
Hordijkerveld ·
Kandelaar ·
Karl Marxbuurt ·
Katendrecht ·
Kiefhoek ·
Kleinpolder ·
Kleiwegkwartier ·
Kop van Zuid ·
Kralingen ·
Kralingse Veer ·
Kreekhuizen ·
Landzicht ·
Liskwartier ·
Lloydkwartier ·
Lombardijen ·
Meeuwenplaat ·
Middelland ·
Middengebied ·
Millinxbuurt ·
Molenlaankwartier ·
Molièrebuurt ·
Nesselande ·
Nieuw Engeland ·
Nieuw-Mathenesse ·
Nieuwe Westen ·
Nooddorp ·
Noordereiland ·
Ommoord ·
Oosterflank ·
Oud-Charlois ·
Oud-IJsselmonde ·
Oud-Mathenesse ·
Oude Noorden ·
Oude Westen ·
Oudeland ·
Overschie ·
Pendrecht ·
Prinsenland ·
Provenierswijk ·
Reyeroord ·
Rubroek ·
Sagenbuurt ·
Scheepvaartkwartier ·
Schiebroek ·
Schiemond ·
's-Gravenland ·
Smeetsland ·
Spaanse Polder ·
Spangen ·
Sportdorp ·
Stadsdriehoek ·
Struisenburg ·
Tarwewijk ·
Terbregge ·
Tussenwater ·
Varenbuurt ·
Vondelingenplaat ·
Vreewijk ·
Waalhaven ·
Westpunt ·
Wielewaal ·
Witte Dorp ·
Zalmplaat ·
Zenobuurt ·
Zestienhoven ·
Zevenkamp ·
Zomerland ·
Zuidwijk